# Otto Mannerfelt
Carl Otto Mannerfelt, född 8 augusti 1852, död 24 januari 1924, var en svensk militär och författare.

## Biografi
Otto Mannerfelt var son till Gustaf Wolter Mannerfelt och Margareta Eva Gustava Granfeldt. Som militär var han verksam vid Älvsborgs regemente, först som underlöjtnant och sedan som kapten åren 1895 till 1904.
Mannerfelt var under 20 år sekreterare i Älvsborgs läns södra hushållningssällskap.

## Författarskap
Som författare skrev han historiska böcker inom främst militärhistoria. Gustaf Björlin säger att Mannerfelt var "främst inom sitt slag i vår krigshistoriska litteratur". Han skrev bland annat om Älvsborgs regemente där han själv var verksam men även historiska böcker om det civila, exempelvis om järnvägar. Han skrev även böcker med lokal anknytning till Borås. Några exempel är minnesskrifter om de första 50 åren vid Borås Wäfveri och Drufvefors väfveri samt böcker om de som levat och verkat på Älvsborgs slott. Han skrev även en personhistorisk studie över Johan Ekeblad med titeln Johan Ekeblad, hofjunkare hos drottning Kristina. Han skrev även släktböcker, av vilka den första delen utgavs 1918 och en till del efter författarens död.

## Familj
Otto Mannerfelt gifte sig 1883 med Marie-Louise Suber och tillsammans fick de fyra barn: Magnus Gustaf Theodor (1884), Anne-Margrethe (1885), Carl Erik August (1886) och Axel Ludvig Christoffer (1898).
Makarna Mannerfelt är begravda på Sankt Ansgars griftegård i Borås.